# على من نطلق الرصاص (فلم)
على من نطلق الرصاص فيلم مصري أُنتج عام 1975 وهو من إخراج كمال الشيخ وسيناريو رأفت الميهي وبطولة سعاد حسني ومحمود ياسين وعزت العلايلي.

## أحداث الفيلم
تدور قصة فيلم على من نطلق الرصاص حول تهاني، سامي، مصطفى وهم ثلاثة أصدقاء جمعت بينهم الدراسة الجامعية وأفكارهم التي تطمح إلى العدالة الاجتماعية ونشر الخير، لكن تحطمت هذه الأفكار بعد انتقال الأصدقاء إلى الحياة العملية. لم يحظى مصطفى بما حظي به سامي وتهاني، فقد إشتغل في الصحافة بينما أشتغلا هما في شركة إسكان كبيرة.
تبدأ قصة فيلم على من نطلق الرصاص عندما يدخل مصطفى إلى مكتب رشدي وهو مدير شركة الإسكان ويفرغ في رأسه المسدس، لكنه عندما يحاول الفرار لينجوا بما اقترفه، فتصدمه سيارته تسبب له الكثير من الجراح، فيتم نقل القاتل والمقتول في نفس السيارة إلى المستشفى. تبدأ التحقيقات في فيلم على من نطلق الرصاص من طرف وكيل النيابة عادل، يشقي نفسه في التفاصيل ويبحث عن أصغر المعلومات والعلاقات بين أصحاب القاتل والمقتول. ويكتشف في النهاية أن تهاني قد تمت خطبتها من قبل من طرف سامي، صديقها في الجامعة وزميلها السابق في الشركة، ويكتشف بأنه قد دخل السجن بعد أن لفق رشدي له تهمة بأنه المسؤول عن انهيار أحد العمارات السكنية، ليس هذا فقط بل تم التخلص منه في السجن بدس السم في طعامه بتواطئ من الحارس ورشدي هذا الأخير الذي تزوج بتهاني.
ينتهي فيلم على من نطلق الرصاص بموت مصطفى متأثرا بجراحه بمشهد حزين جدا بعدما تم تبرأته بحجة أنه معارض للفساد ونهب الأرواح.
فيلم على من نطلق الرصاص فيلم مصري أصدر بتاريخ 8 ديسمبر 1975م، ودامت مدة عرضه ساعة وأربعين دقيقة كاملة، من إنتاج أستوديو 13 وتوزيع شركة هيمن فيلم. قام بإخراج فيلم على من نطلق الرصاص المخرج كمال الشيخ ومساعده عبد اللطيف زكي، في حين قام بتأليفه الكاتب رأفت الميهى. تكون فريق التمثيل في فيلم على من نطلق الرصاص من أكبر الفنانين المصريين وقتها:
الأدوار:
- الفنانة سعاد حسني والتي لعبت دور تهاني.
- الفنان محمود ياسين والذي لعب دور مصطفى.
- الفنان عزت العلايلي الذي لعب دور عادل.
- الفنان مجدي وهبة الذي أسند إليه دور سامي عبد الرؤوف.
- الفنان أحمد توفيق لذي لعب دور قاسم الجنزوري.

## وصلات خارجية
- على من نطلق الرصاص على موقع IMDb (الإنجليزية)
- على من نطلق الرصاص على موقع قاعدة بيانات الأفلام العربية
- على من نطلق الرصاص على موقع قاعدة بيانات الفيلم (الإنجليزية)
- على من نطلق الرصاص على موقع ليتربوكسد (الإنجليزية)